# Myrmecotypus ednae
Espèce
Myrmecotypus ednae est une espèce d'araignées aranéomorphes de la famille des Corinnidae.

## Distribution
Cette espèce se rencontre au Brésil en Acre, en Amazonas et au Bahia et au Pérou dans la région de Huanuco,.

## Description
Le mâle paratype mesure 5,77 mm et la femelle paratype 7,31 mm.
Cette araignée est myrmécomorphe.

## Systématique et taxinomie
Cette espèce a été décrite par Silva-Junior et Bonaldo en 2024.

## Étymologie
Cette espèce est nommée en l'honneur d'Edna Maciel Barbosa Silva.

## Publication originale
- Silva-Junior & Bonaldo, 2024 : « A revision of the South American species of the ant-mimicking spider genus Myrmecotypus O. Pickard-Cambridge, 1894 (Araneae: Corinnidae: Castianeirinae). » Zootaxa, no 5555(4), p. 451-496.